# Émile-Antoine Bourdelle

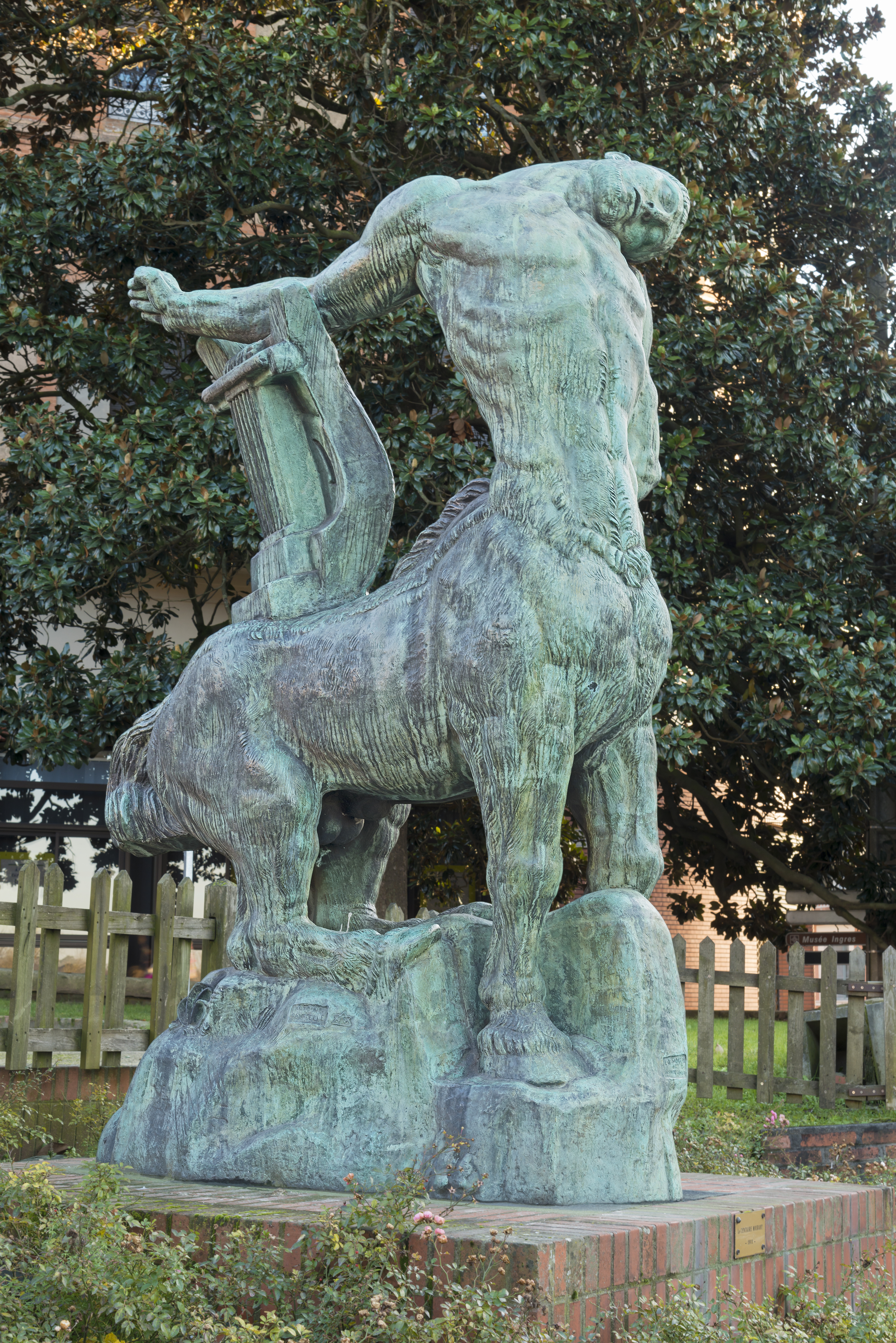
Centauro morente, Musée Ingres, Montauban

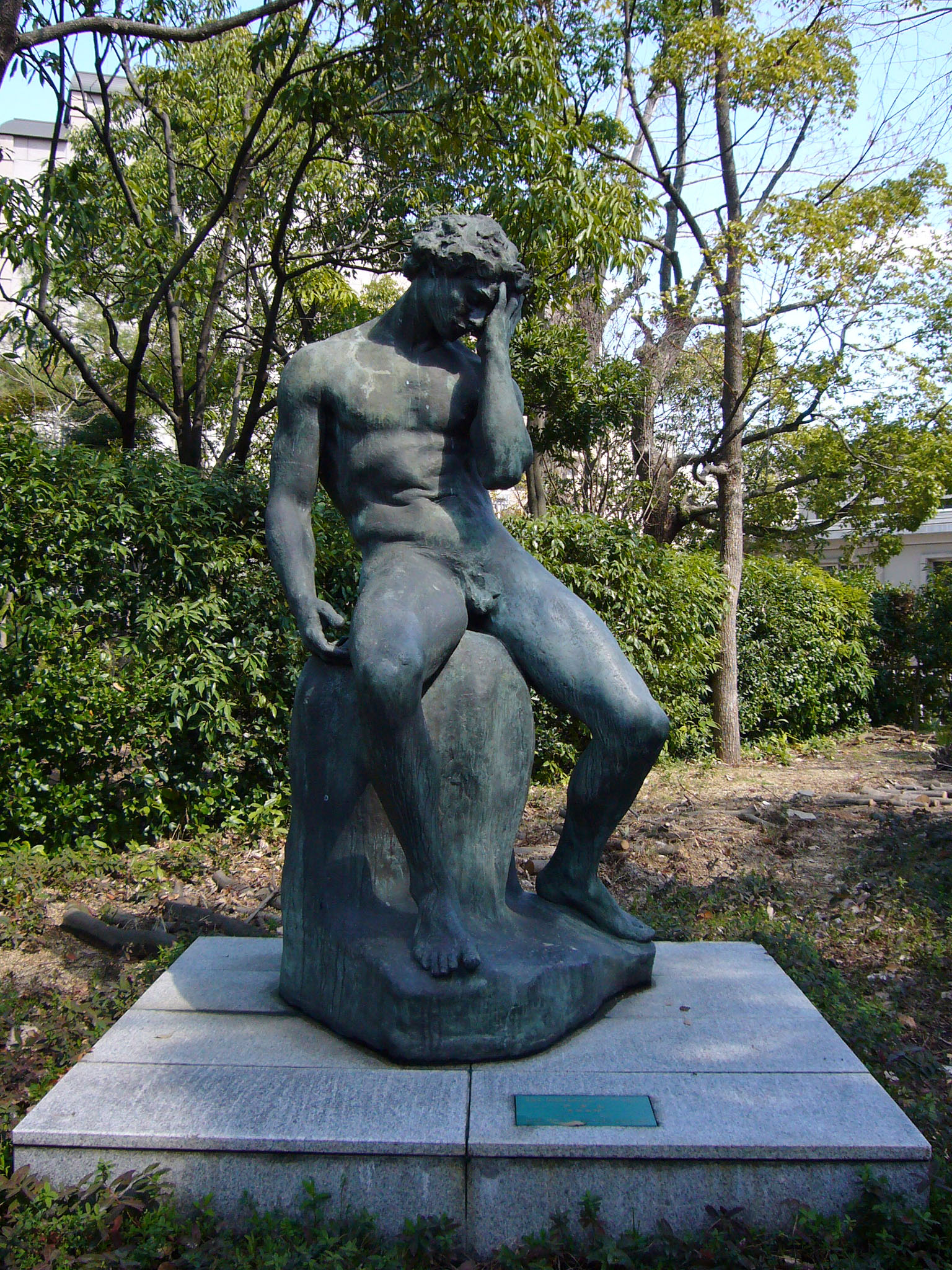
Adamo

Emile-Antoine Bourdelle (Montauban, 30 ottobre 1861 – Le Vésinet, 1º ottobre 1929) è stato uno scultore francese.

## Biografia
All'età di 24 anni aveva vinto una borsa di studio per l'École nationale supérieure des beaux-arts di Parigi.
Bourdelle fu assistente di Rodin, la fama di quest'ultimo ha ingiustamente spesso messo in secondo piano la figura del grande scultore francese, esempio della sua maestria sono L'arciere, La Forza (braccio del combattente), Centauro morente, fra i moltissimi lavori di pregio, in un'abbastanza recente mostra al Palazzo Ducale di Genova è stata resa giustizia in ambito locale al grande scultore:
per un'idea più completa del suo lavoro occorre riferirsi a Parigi: ebbe numerosi incarichi pubblici e la monumentalità e i mezzi economici e tecnici di molte sue opere lo stanno a dimostrare, ma soprattutto in Italia è ben poco conosciuto in quanto la "cultura" accademica non ha mai ben digerito il suo distacco dal seguire le stesse orme di Rodin.
Non per niente ha nella sua opera parti e opere che si rifanno ad un arcaismo di origine greca, con l'influsso della linea gotico-romanica francese, distaccandosi così nettamente dai coevi cubisti che si riferivano per certi aspetti ad altre dimensioni arcaiciste. In questa ricerca ci sono degli scritti anche brevi, ma sostanziali, sullo stato mentale dello scultore che entra in contatto col "Dio", probabilmente il freudiano Oggetto d'Amore Primario (La madre), o un ambito mentale temporaneo nel lasso di tempo in cui vi è la pratica scultorea richiamabile alle "ancestrali" impressioni avute dal rapporto con quest'ultimo, di situazione analoga, ma con riferimento in ambito reale molto diverso e in età più "adulta", ne parla anche Arturo Martini e traspare anche da scritti (ma soprattutto dalla plastica) di Henry Moore.
Nello specifico localistico ed in ambito ristretto, queste sue considerazioni, come quelle di Arturo Martini, tramite una rilettura con le attuali nozioni, ma soprattutto con l'applicazione pratica nella scultura, sono state utilizzate come parte del sostrato di studio psichico per la preparazione e la messa in opera di interventi validi per appoggio e studio terapeutico a Genova presso Museattivo Claudio Costa. Emile-Antoine Bourdelle è sepolto presso il cimitero di Montparnasse a Parigi.

## Museo
Il musée Bourdelle è un museo che si trova a Montparnasse, al numero 18 della via Antoine Bourdelle, nel XV arrondissement di Parigi, Francia.